# Palau de Sandringham

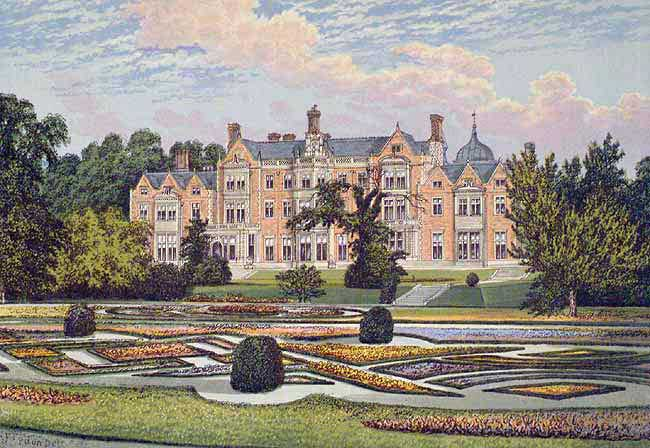
Imatge del palau de Sandringham (1880)

El Palau de Sandringham és una casa de camp de 8.000 acrees (32 km²) de terreny prop de la vila de Sandringham al comtat de Norfolk, a l'est d'Anglaterra el qual és una propietat privada de la Família reial britànica.
Ocupada des dels temps de la reina Elisabet I d'Anglaterra, l'any 1771 l'arquitecte Cornish Hanley construí l'estructura bàsica de l'actual residència. Restaurada i reformada posteriorment per Charles Spencer Cowper.
L'any 1862 la reina Victòria I del Regne Unit comprà la mansió i la propietat a instàncies del príncep de Gal·les, el futur rei Eduard VII del Regne Unit que la pretenia utilitzar com a casa de camp per ell i la seva muller, la princesa Alexandra de Dinamarca. La Corona pagà la quantitat de 220.000 lliures esterlines. Els prínceps de Gal·les s'instal·laren a la mansió després de les seves noces.
Malgrat tot, l'any 1865 es demostra que la casa és insuficient i s'encarreguen obres d'ampliació a Humbert que engrandeix notablement la mansió.
Acabada l'any 1870 i vista com el més reeixit exemple de casa victoriana de camp. La mansió compta amb una gran sala de ball. La casa es cremà parcialment l'any 1891 durant els preparatius per la celebració dels 50 anys del príncep de Gal·les i posteriorment fou reconstruïda.
Molt utilitzada pels diferents sobirans britànics, hi tingueren especial predilecció la princesa de Gal·les, la princesa Alexandra de Dinamarca, el rei Jordi V del Regne Unit i el rei Jordi VI del Regne Unit. Habitualment la reina Elisabet II del Regne Unit passava el Nadal i el mes de febrer a la finca amb tota la Família Reial.
L'any 1936 amb l'abdicació del rei Eduard VIII del Regne Unit, el nou rei, Jordi VI del Regne Unit, hagué de comprar la propietat al seu germà gran que posseïa tant Sandringham com Balmoral per herència del seu pare.
L'any 1977 la casa fou oberta al públic per primera vegada. Actualment, la immensa propietat de Sandringham, al comtat de Norfolk, és explotada pel Rei en benefici propi.